# Семиренківське газоконденсатне родовище
Семиренківське газоконденсатне родовище — газоконденсатне родовище, що належить до Глинсько-Солохівського газонафтоносного району Східного нафтогазоносного регіону України. Спеціальний дозвіл на експлуатацію родовища належить ПрАТ «Нафтогазвидобування».

## Опис
Розташоване в Шишацькому районі Полтавської області.
Знаходиться в осьовій зоні центр. частини Дніпровсько-Донецької западини в межах півн.-зах. продовження Солохівсько-Диканського структурного валу.
Структура виявлена в 1966 р. і має форму симетричної брахіантикліналі північно-західного простягання. Її розміри по ізогіпсі — 5200 м 4,5х2,9 м, амплітуда 120 м. У 1990 р. з відкладів верхнього візе з інт. 5329-5366 м отримано фонтан газу дебітом 191 тис. м³ і конденсату — 31,2 т на добу через діафрагму діаметром 14 мм.
Поклади масивно-пластові, пластові тектонічно екрановані. Режим покладів газовий. Запаси початкові видобувні категорій А+В+С1: газу — 7620 млн. м³; конденсату — 721 тис. т.